# Maleni Morales
Maleni Morales (Ciudad de México, 11 de agosto de 1953-San Miguel de Allende, Guanajuato, 21 de noviembre de 2020) fue una actriz mexicana de televisión conocida por sus participaciones en telenovelas, series y unitarios como actriz de soporte.

## Biografía
Debutó en 1979 en la telenovela Los ricos también lloran a la que le siguieron papeles de reparto en producciones como Rosa salvaje, Alguna vez tendremos alas, Por tu amor entre otras, así como participaciones en series de comedia y unitarios de la empresa Televisa. 
Fue esposa del actor Otto Sirgo por casi cuarenta y siete años.

### Fallecimiento
Falleció el 21 de noviembre de 2020 por cáncer de pulmón.

## Filmografía

### Televisión
- Apuesta por un amor (2004-2005) - Esther Andrade
- Mujer, casos de la vida real (1999-2004)
- Por tu amor (1999) - Carlota Álvarez de Cifuentes
- Camila (1998-1999) - Mercedes Escobar
- ¿Qué nos pasa? (1998)
- Alguna vez tendremos alas (1997) - Dra. Díaz
- Luz Clarita (1996-1997) - Pilar
- Entre la vida y la muerte (1993) - Constanza
- Tenías que ser tu (1992)
- La pícara soñadora (1991)
- Papá soltero (1990)
- Morir para vivir (1989)
- Cámara infraganti (1988)
- Rosa salvaje (1987-1988) - Miriam Acevedo[5]
- Pelusita (1980) - Emilia
- Los ricos también lloran (1979) - Georgina